# 麻績城
麻績城（おみじょう）は、長野県東筑摩郡麻績村にあった日本の城。長野県指定史跡。北国西街道麻績宿の背後にある標高940メートルの独峯にある。

## 概要
戦国時代に麻績の地を支配したのは服部清信であった。麻績城の南西の麻績古城（虚空蔵山城）に居を構えていたが、守りを強化するために麻績城を築いた。
しかし、天文22年（1553年）甲斐の武田晴信が信濃国筑摩郡を領有し、青柳城の青柳清長を従えて服部氏を追い払い、青柳氏が麻績氏を名乗り、麻績城には青柳氏が移った。
天正10年（1582年）、武田氏滅亡により織田信長麾下の木曾義昌の所領となるが、本能寺の変で織田氏の軍勢が信濃から撤退すると（天正壬午の乱）、上杉景勝は旧服部氏の麻績左兵衛清正を入城させた。しかし徳川氏の支援を受けて信濃府中（松本地域）を回復した小笠原貞慶との争奪の地となり、最終的には小笠原氏の支配地となった。
天正12年（1584年）4月、荒砥城、佐野山城を逃れて来た屋代氏、塩崎氏を匿ったため猿が馬場峠を越えた上杉軍の追撃を受ける。
主郭は東西に伸びた峯の西端にあって、東西40メートル、南北25メートルの長方形で、西側に土塁跡がある。本城の前面は険阻で登城が困難で、堡塁の役目を果たしている。